# Leichtathletik-Europameisterschaften 2002/800 m der Frauen

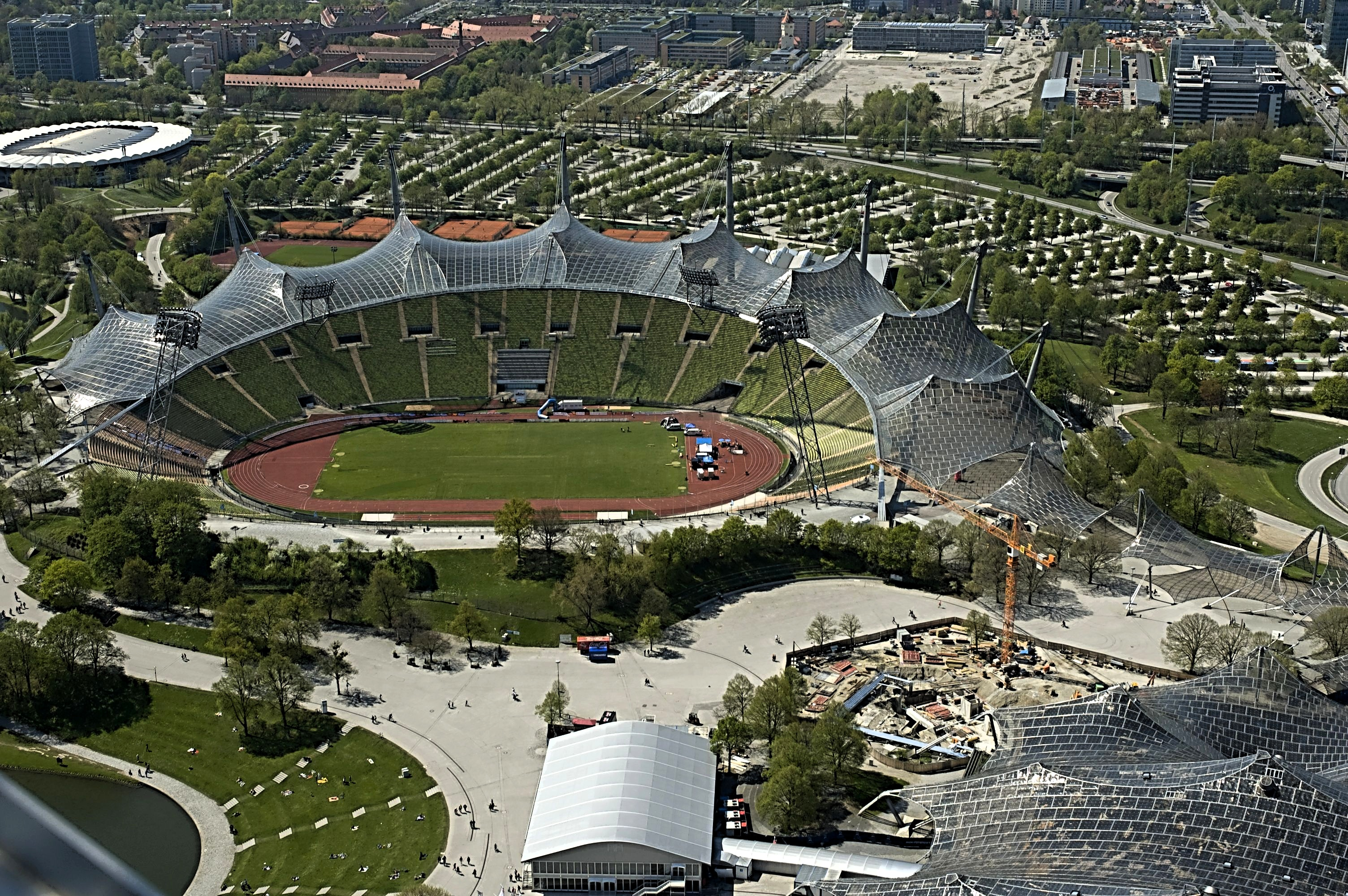
Das Olympiastadion in München von oben im Jahr 2009

Der 800-Meter-Lauf der Frauen bei den Leichtathletik-Europameisterschaften 2002 wurde vom 6. bis 8. August 2002 im Münchener Olympiastadion ausgetragen.
Europameisterin wurde die Slowenin Jolanda Čeplak. Sie gewann vor der Spanierin Mayte Martínez. Die britische Olympiadritte von 2000 Kelly Holmes errang die Bronzemedaille.

## Bestehende Rekorde
| Weltrekord           | 1:53,28 min | Jarmila Kratochvílová | München, BR Deutschland | 26. Juli 1983     |
| Europarekord         | 1:53,28 min | Jarmila Kratochvílová | München, BR Deutschland | 26. Juli 1983     |
| Meisterschaftsrekord | 1:55,41 min | Olga Minejewa         | EM Athen, Griechenland  | 8. September 1982 |

Der EM-Rekord von 1982 hatte auch nach diesen Europameisterschaften weiter Bestand. Die schnellste Zeit erzielte die slowenische Europameisterin Jolanda Čeplak im Finale, dem einzigen Rennen unter zwei Minuten, mit 1:57,65 min, womit sie 2,24 s über dem Rekord blieb. Zum Welt- und Europarekord fehlten ihr 4,37 s.

## Legende
| DNS | nicht am Start (did not start)           |
| DNF | Wettkampf nicht beendet (did not finish) |

## Vorrunde
6. August 2002
Die Vorrunde wurde in vier Läufen durchgeführt. Die ersten drei Athletinnen pro Lauf – hellblau unterlegt – sowie die darüber hinaus vier zeitschnellsten Läuferinnen – hellgrün unterlegt – qualifizierten sich für das Halbfinale.

### Vorlauf 1

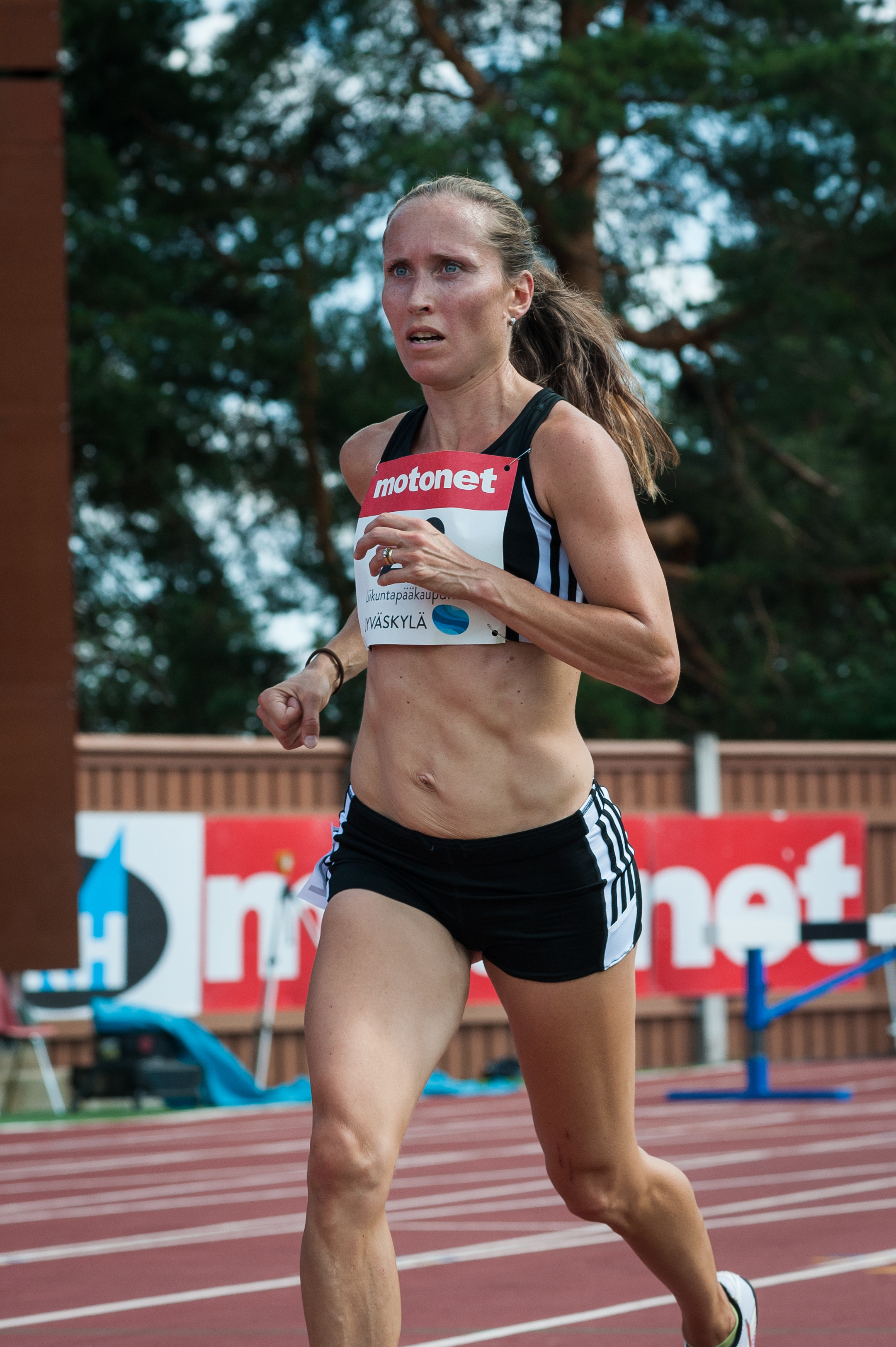
Suvi Myllymäki schied als Fünfte ihres Vorlaufs aus
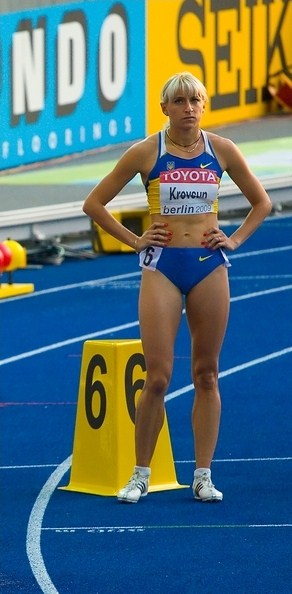
Julija Gurtovenkos siebter Rang im ersten Vorlauf war zu wenig für ein Weiterkommen

| Platz | Name                 | Nation         | Zeit (min) |
| ----- | -------------------- | -------------- | ---------- |
| 1     | Kelly Holmes         | Großbritannien | 2:03,18    |
| 2     | Ludmila Formanová    | Tschechien     | 2:03,25    |
| 3     | Olga Raspopowa       | Russland       | 2:03,73    |
| 4     | Élisabeth Grousselle | Frankreich     | 2:04,07    |
| 5     | Suvi Myllymäki       | Finnland       | 2:04,69    |
| 6     | Anny Christofidou    | Zypern         | 2:05,82    |
| 7     | Julija Gurtovenko    | Ukraine        | 2:08,04    |

### Vorlauf 2
| Platz | Name                   | Nation       | Zeit (min) |
| ----- | ---------------------- | ------------ | ---------- |
| 1     | Swetlana Tscherkassowa | Russland     | 2:02,40    |
| 2     | Mayte Martínez         | Spanien      | 2:02,59    |
| 3     | Brigita Langerholc     | Slowenien    | 2:03,14    |
| 4     | Tanya Blake            | Malta        | 2:03,22    |
| 5     | Virginie Fouquet       | Frankreich   | 2:03,75    |
| 6     | María Papadopoúlou     | Griechenland | 2:04,52    |
| 7     | Petra Ptiček           | Kroatien     | 2:05,15    |

### Vorlauf 3
| Platz | Name                 | Nation         | Zeit (min) |
| ----- | -------------------- | -------------- | ---------- |
| 1     | Nedia Semedo         | Portugal       | 2:02,80    |
| 2     | Joanne Fenn          | Großbritannien | 2:02,91    |
| 3     | Sandra Stals         | Belgien        | 2:03,13    |
| 4     | Ivonne Teichmann     | Deutschland    | 2:03,23    |
| 5     | Heidi Jensen         | Dänemark       | 2:03,41    |
| 6     | Adrienne McIvor      | Irland         | 2:05,01    |
| 7     | Irina Mistjukewitsch | Russland       | 2:07,67    |

### Vorlauf 4
| Platz | Name               | Nation      | Zeit (min) |
| ----- | ------------------ | ----------- | ---------- |
| 1     | Claudia Gesell     | Deutschland | 2:01,69    |
| 2     | Jolanda Čeplak     | Slowenien   | 2:01,98    |
| 3     | Zwetelina Kirilowa | Bulgarien   | 2:02,29    |
| 4     | Natallja Dsjadkowa | Belarus     | 2:02,31    |
| 5     | Aurélie Coulaud    | Frankreich  | 2:03,16    |
| 6     | Helena Fuchsová    | Tschechien  | 2:03,71    |
| 7     | Rikke Rønholt      | Dänemark    | 2:03,97    |

## Halbfinale
7. August 2002
In den beiden Halbfinalläufen qualifizierten sich die jeweils ersten drei Athletinnen – hellblau unterlegt – sowie die darüber hinaus zwei zeitschnellsten Läuferinnen – hellgrün unterlegt – für das Finale.

### Lauf 1
| Platz | Name                   | Nation         | Zeit (min) |
| ----- | ---------------------- | -------------- | ---------- |
| 1     | Jolanda Čeplak         | Slowenien      | 2:00,37    |
| 2     | Claudia Gesell         | Deutschland    | 2:00,67    |
| 3     | Nedia Semedo           | Portugal       | 2:00,85    |
| 4     | Swetlana Tscherkassowa | Russland       | 2:01,59    |
| 5     | Sandra Stals           | Belgien        | 2:02,44    |
| 6     | Joanne Fenn            | Großbritannien | 2:02,99    |
| 7     | Zwetelina Kirilowa     | Bulgarien      | 2:05,07    |
| 8     | Tanya Blake            | Malta          | 2:10,33    |

### Lauf 2

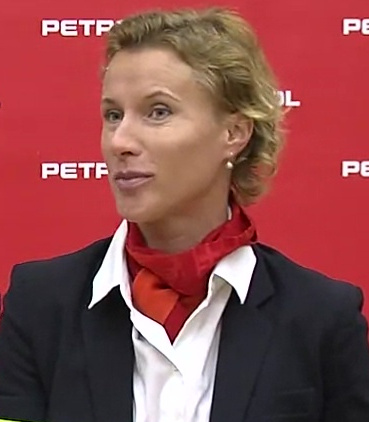
Brigita Langerholc schied im Halbfinale aus

| Platz | Name               | Nation         | Zeit (min) |
| ----- | ------------------ | -------------- | ---------- |
| 1     | Kelly Holmes       | Großbritannien | 2:00,66    |
| 2     | Mayte Martínez     | Spanien        | 2:00,72    |
| 3     | Ludmila Formanová  | Tschechien     | 2:01,07    |
| 4     | Ivonne Teichmann   | Deutschland    | 2:01,15    |
| 5     | Natallja Dsjadkowa | Belarus        | 2:02,20    |
| 6     | Brigita Langerholc | Slowenien      | 2:02,43    |
| 7     | Olga Raspopowa     | Russland       | 2:02,53    |
| DNF   | Aurélie Coulaud    | Frankreich     |            |

## Finale

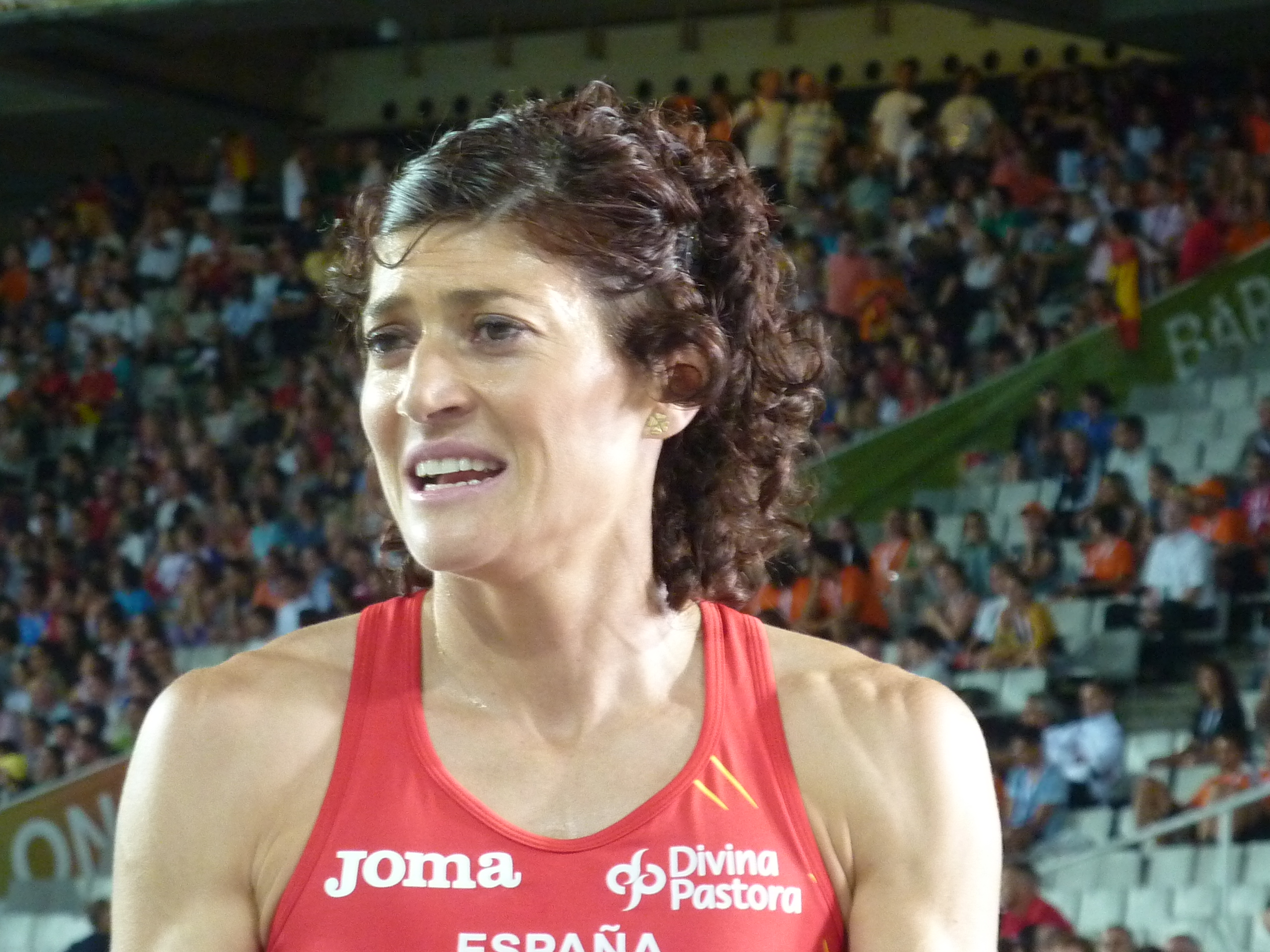
Vizeeuropameisterin Mayte Martínez

8. August 2002
| Platz | Name               | Nation         | Zeit (min) |
| ----- | ------------------ | -------------- | ---------- |
| 1     | Jolanda Čeplak     | Slowenien      | 1:57,65    |
| 2     | Mayte Martínez     | Spanien        | 1:58,86    |
| 3     | Kelly Holmes       | Großbritannien | 1:59,83    |
| 4     | Ludmila Formanová  | Tschechien     | 2:00,23    |
| 5     | Claudia Gesell     | Deutschland    | 2:00,51    |
| 6     | Nedia Semedo       | Portugal       | 2:00,54    |
| 7     | Ivonne Teichmann   | Deutschland    | 2:00,87    |
| 8     | Natallja Dsjadkowa | Belarus        | 2:04,24    |

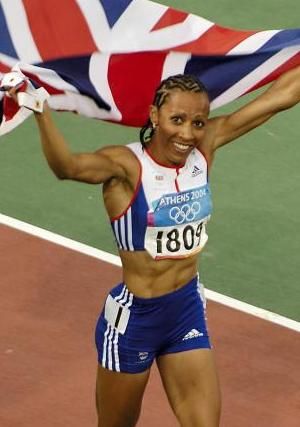
Bronzemedaillengewinnerin Kelly Holmes – äußerst erfolgreich auf beiden Mittelstrecken, unter anderem Doppelolympiasiegerin 2004
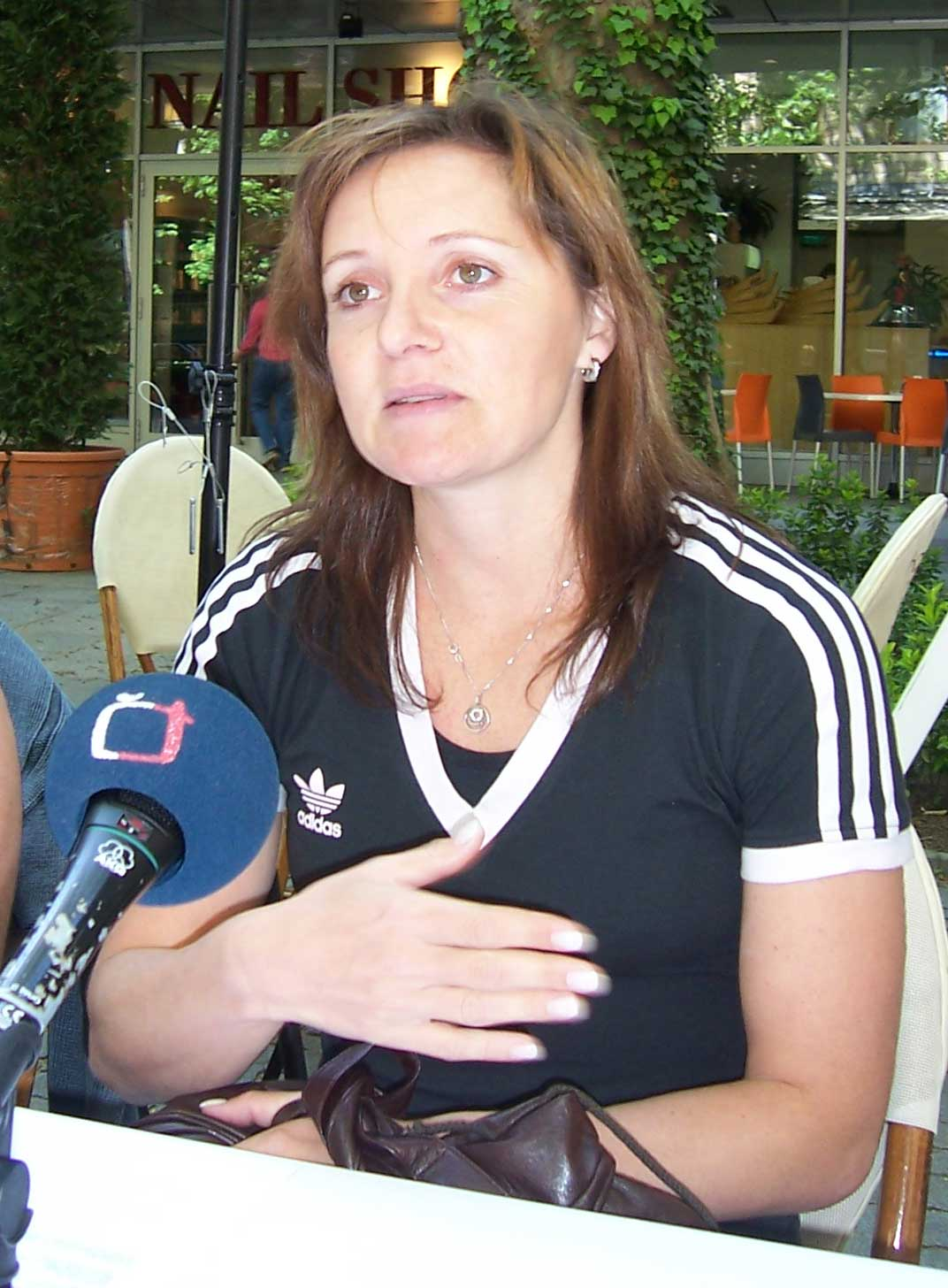
Ludmila Formanová kam auf den vierten Platz, 1998 war sie im Semifinale ausgeschieden
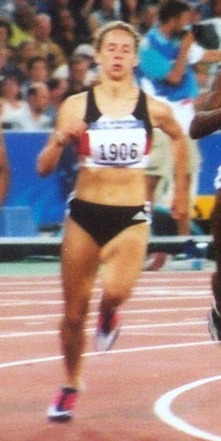
Claudia Gesell belegte Rang fünf

## Videolink
- Munich 2002, European Championships, Women's 800m, Jolanda Čeplak, youtube.com, abgerufen am 22. Januar 2023